# پروژسترون
پروژسترون (به انگلیسی: Progesterone)
یکی از هورمون‌های جنسی زنانه است. این هورمون یک استروئید بیست و یک کربنه است.
پروژسترون در طی چرخه تخمک‌گذاری طبیعی از جسم زرد ترشح می‌شود و قطع آن موجب شروع پریود شدن- خونریزی از واژن به واسطه دفع لایه پرخون رحم - می‌شود. در زمان بارداری نیز این هورمون برای حفظ بارداری ترشح می‌شود. مقدار اندکی پروژسترون هم از غده فوق کلیوی آزاد می‌شود.
از پروژسترون در پزشکی در پیشگیری از حاملگی، سقط، درمان آمنوره، جلوگیری از عفونت‌های رحمی، تنظیم چرخه پریودی، هورمون‌تراپی در زنان یائسه و … استفاده می‌شود.

## موارد و مقدار مصرف
الف) آمنوره
بزرگسالان: مقدار mg/day 10-5 به مدت ۸–۶ روز تزریق عضلانی می‌شود که معمولاً ۱۰–۸ روز پیش از آغاز دوره قاعدگی قابل انتظار شروع می‌شود. خون‌ریزی ۷۲–۴۸ ساعت پس از قطع مصرف ممکن است رخ دهد.
ب) خون‌ریزی ناشی از اختلال عملکرد رحم
بزرگسالان: از راه تزریق عضلانی، مقدار mg/day 10-5 به مدت ۶ روز مصرف می‌شود یا مقدار ۱۰۰–۵۰ میلی‌گرم به صورت مقدار واحد تزریق عضلانی می‌شود.

## موارد منع مصرف و احتیاط
تداخل دارویی: پروژسترون ممکن است موجب بروز آمنوره یا گالاکتوره شود و از این رو، با اثر بروموکریپتین تداخل دارد؛ مصرف هم‌زمان این داروها توصیه نمی‌شود!

## عوارض جانبی
اعصاب مرکزی: سردرد، افسردگی، خواب آلودگی، سکته.
قلبی ـ عروقی: ترومبوفلبیت، آمبولی ریوی، خیز، ترومبوآمبولی.
ادراری - تناسلی: لکه بینی، قاعدگی دردناک، آمنوره، ضایعات فرسایشی یا ترشحات غیرطبیعی گردن رحم، دفع ادرار شبانه، خون‌ریزی شدید.
کبد: یرقان انسدادی.
متابولیک: افزایش سطح آمینواسیدها.
سایر عوارض: حساسیت به لمس، بزرگی و ترشحات پستان.
توجه: در صورت بروز حساسیت مفرط، اختلالات ترومبوآمبولیک یا ترومبوتیک، اختلالات بینایی، سردرد میگرنی یا افسردگی شدید، باید مصرف دارو قطع شود.